# Kai
金鍾仁（1994年1月14日—），藝名KAI，韓國男歌手，男子團體EXO、韓國分隊EXO-K以及聯合團體SuperM的成員，在EXO隊內擔任主舞、副唱、副饒舌。虛構特殊能力為「瞬間移動」。

## 早年經歷
1994年1月14日，金鍾仁出生于全羅南道順天市，有兩名姐姐，一名大五歲，一名大九歲，高中就讀於首爾表演藝術高中。從小學四年級開始學舞蹈，在電視上看到神話前輩的演出便擁有了明星夢，六年級參加SM娛樂面試，因為年齡小所以沒能成為練習生，兩年以後通過2007年SM娛樂青少年BEST選拔大會以舞蹈組第一名及人氣獎，進入SM娛樂做練習生，練習時間為5年。在練習生時期，他曾在2008年參與東方神起UCC廣告。
2011年12月23日成為SM娛樂推出的男子團體EXO首位公開成員Kai。2012年4月8日以EXO組合成員正式出道。2019年12月參加Gucci的《The Performers》計畫，拍攝一隻關於他成長故事的影片，該影片中提及已故的父親是他與舞蹈相會最重要的恩人，對其人生意義重大。

## 演藝經歷

### 2011年-2015年：出道、Younique Unit
2011年12月22日SM官方公開照片與影像預告《MY LADY》。12月29日，在SBS歌謠大典上與SM前輩一起合作《SMTown Orchestra》特別舞臺。

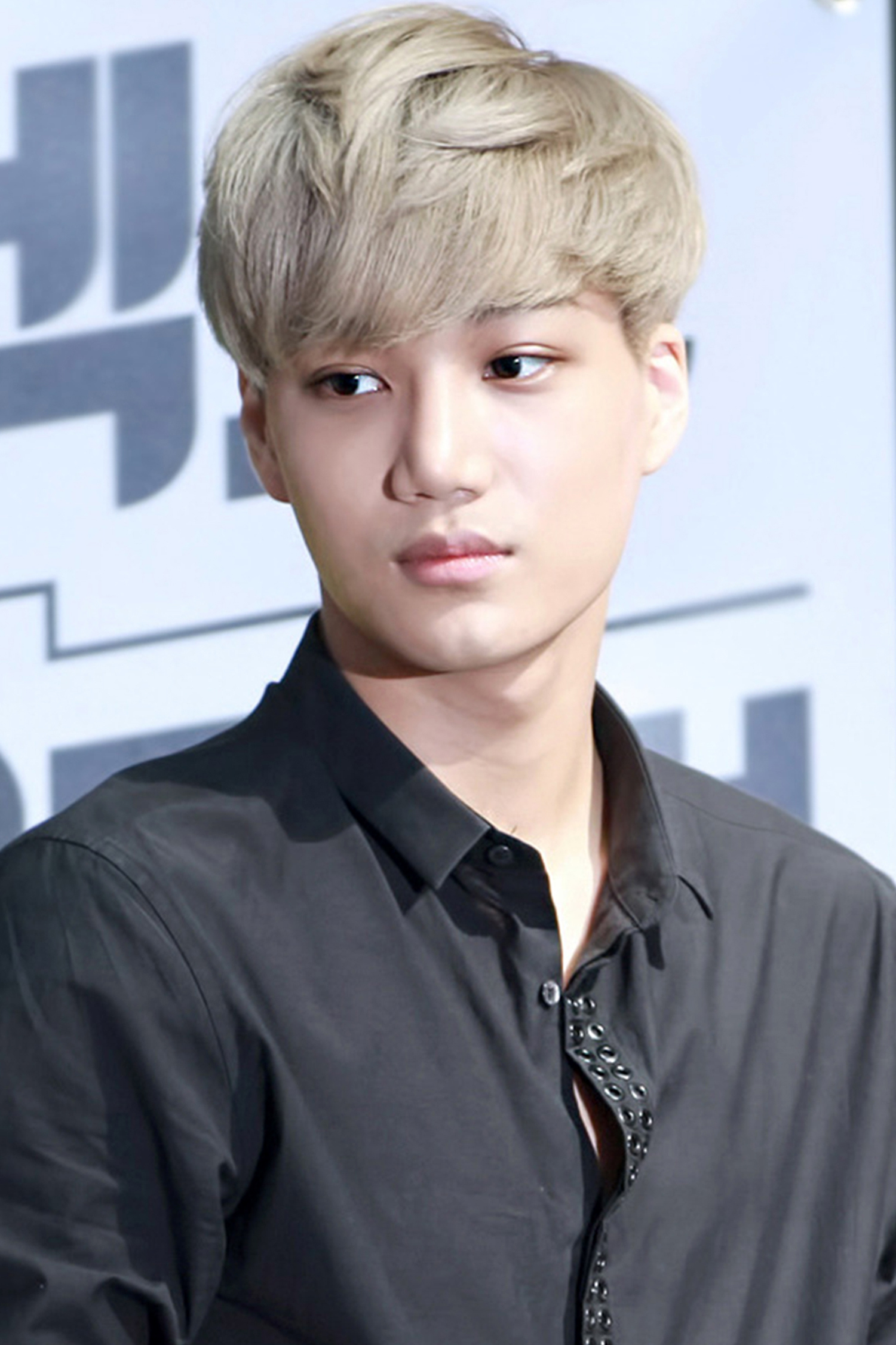
Kai於2013年簽售會

2012年1月與Carven(卡紛)品牌合作，參與拍攝了《W Live with S.M.Fashionistas》畫報；。2月9日，Kai舉行高中畢業典禮。3月14日，EXO-K代言Calvin Klein Jeans，登上《OH!BOY》、《HIGHCUT》、《GQ》、《Vogue Girl》等雜誌。
2012年3月31日和4月1日EXO分別在韓國首爾和中國北京舉行Showcase出道發佈會。4月8日EXO-K參加SBS“人氣歌謠”舞臺正式出道。4月12日，Kai與EXO隊長SUHO一起擔任Mnet M! Countdown主持。4月18日，Kai與組合成員伯賢、世勳於濟州島拍攝Calvin Klein Jeans大片，照片登於《Vogue Girl》6月號。4月26日，Kai參與少女時代TaeTiSeo-《Twinkle》MV拍攝。5月27日KAI擔任人氣歌謠主持。
2012年8月至11月SMT， Kai與允浩、銀赫、Yuri、孝淵、泰民、Victoria、TAO一起合作《Dance Battle》。9月8日，Kai作為T台模特參與濟州島nature concert 走秀。10月16日，Kai與孝淵、銀赫、Henry、鹿晗組成限定組合Younique Unit，為韓國現代汽車拍攝廣告並參與演唱宣傳曲《MaxStep》和MV出演。12年18日，Kai登上Dolce&Gabbana旗下Swide網路雜誌首頁，接受世界知名品牌D&G旗下swide雜誌專訪“全球聚焦的韓流新星-Kai”。12月29日 Kai在SBS歌謠大戰與允浩、銀赫、東海、泰民、珉豪、Lay一起合作SM特別舞臺《Spectrum》。
2013年1月11日，公司為Kai與D.O.共同舉辦生日派對，成員與粉絲們一起為他們慶祝。6月3日，EXO正規專輯《XOXO(Kiss&Hug)》正式發行。7月15日EXO《狼與美女》劇情版MV播出。8月5日，EXO後續曲專輯《XOXO》Repackage Hug Ver.正式發行。9月4日《Growl》劇情版MV播出。9月28日Kai出演MENT的舞蹈節目《Dancing9》特別舞臺。 11月14日，Kai與Suho、燦烈、伯賢、演員李侑菲共同擔任2013年Melon Music Award主持人。11月22日，EXO參加第15屆“Mnet Asian Music Awards亞洲音樂盛典獲得年度最佳專輯大獎，Kai代表組合一人霸氣開場音樂盛典。
2014年5月21日Kai化身芭蕾舞者登上韓國時尚雜誌《THE CELEBRITY》6月號。 7月16日下午，Kai與成員世勳、燦烈、Tao、Chen、Lay出席了在韓國首爾瑞草區良才洞舉行的“FASHION CODE2014”時尚秀開幕式，並在T台大放異彩。

### 2016年-2019年：戲劇發展、SuperM

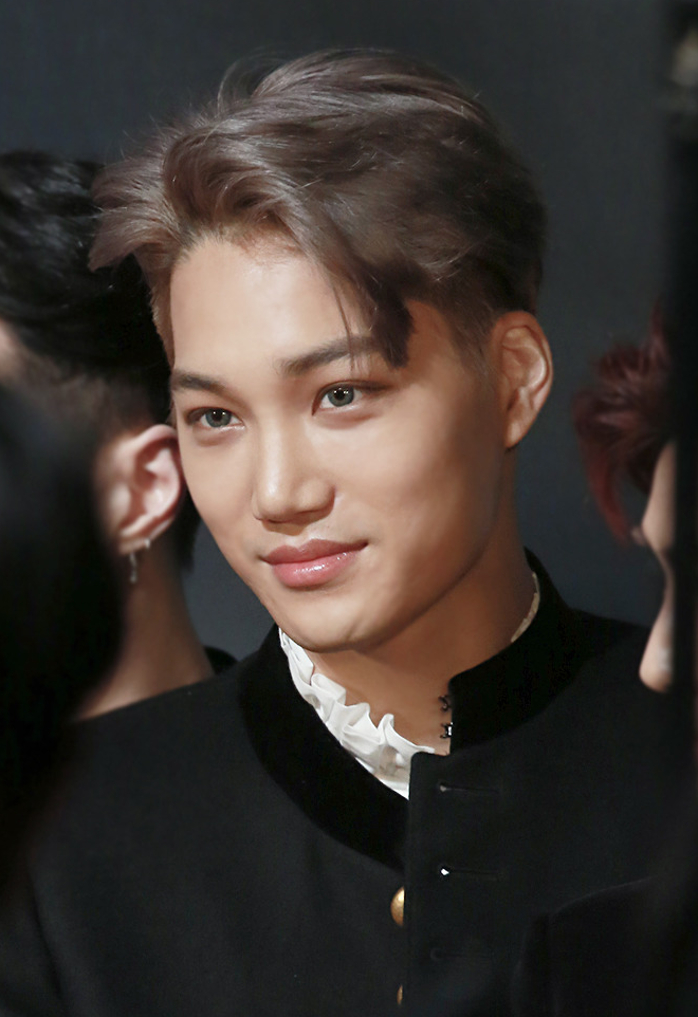
Kai於2016年Mnet Asian Music Awards

2016年2月15日，Kai與朴恩玭、延俊錫、李采源等主演的網絡劇《Choco Bank》開播。12月，Kai出演樂天免稅店網絡劇《七次的初吻》。
2017年9月，Kai主演電視劇《Andante》播出，Kai飾演的是李時京，一個反叛的高中生。
12月，Kai義務為雜志《The Big Issue》進行拍攝，成為該雜志的封面模特。該雜志每賣出一本，就會將其一半的利潤捐給售賣者，而售賣者多為貧困戶、無家者。雜志於短短2天已售罄，10天内銷售量達到28,000本，是自雜志於2010年7月在韓國出版7年以來，淨銷售量的最高紀錄。
2018年1月，Kai主演的日本WOW電視臺電視劇《春天來了》開播，Kai是該電視台首次起用外國演員當主演。Kai飾演的是李知元，一名韓國攝影師。
3月15日，國際品牌《Levi's》公開與Kai合作推出的首支單獨電影。Levi's 品牌想要用Kai的影響力去傳達真誠、音樂與文化，永不改變的Iconic Style等核心信息。
4月2日，Kai參演的電視劇《我們遇見的奇蹟》於KBS2播出，Kai飾演的是在兩個人類之間傳遞資訊的信使。
5月，Kai前往法國亞爾出席「2019 Gucci早春秀」，並被Vogue稱為「The Star Of Gucci's Cruise 2019 Show」。
2019年6月，Kai出演的KBS電視台綜藝節目《加油吧曼蘇爾》播出，此節目主軸為足球隊的運營過程，以及通過親自跟足球隊員們的見面，與交流展現真正的足球隊的成長。
8月，SM娛樂宣佈Kai參與SM娛樂旗下各男子音樂組合的部分成員組成的聯合團體SuperM並將於10月出道。
9月16日，Gucci品牌宣佈Kai成為首位出鏡Gucci眼鏡廣告的男性品牌代言人，於電影人兼攝影師Harmony Korine掌鏡的全新廣告大片中精彩亮相。

### 2020年至2022年：Solo出道、《Peaches》

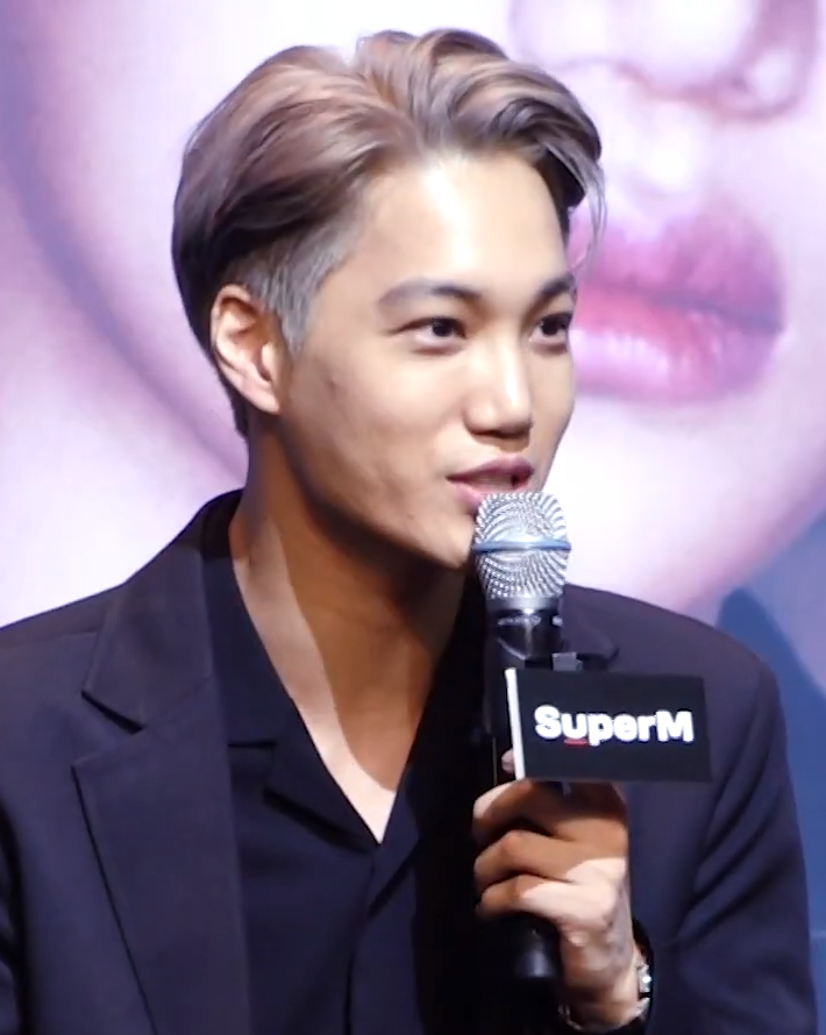
Kai於2019年Super M記者發佈會

7月3日，SM娛樂宣佈Kai將會發行首張個人Solo專輯，目前正以2020下半年為目標，進行專輯的製作。
10月12日，雜誌《1st Look》的總編輯於社交媒體發佈與Kai的合照，宣佈Kai成為化妝品品牌《Bobbi Brown》首位繆斯男神。
10月26日，韓國現代汽車於社交媒體宣佈將與SM娛樂合作，將會由Kai出演《TUCSON Beyond Drive》的線上showcase，呈現結合K-pop與AR技術的音樂演出《Follow Your Hidden Light》。表演將於11月1日於現代汽車的YouTube頻道直播。
11月11日，Kai透過官方社群平台宣佈將於11月30日推出共收錄6首歌曲的首張個人迷你專輯《KAI (开)》solo 出道。
11月30日，Kai發行了首張個人專輯，並於台灣、香港、法國、加拿大等50個國家與地區的iTunes專輯榜摘得冠軍。專輯發售當天，Kai舉行了專輯發售線上記者會，分享Solo出道的心情歷程，而伯賢則擔任了記者會的主持人。
12月20日，Kai於V LIVE舉行個人粉絲見面會《Merry KAI-mas》，並於見面會挑戰以聖誕節為主題的音樂遊戲、快問快答等各式各樣的任務，亦和粉絲一起寫下年末時分的願望，透過各式各樣的活動創造難忘的回憶。
2021年9月14日，首爾特別市政府宣布Kai成為「2022年春夏首爾時裝週」全球宣傳大使，時裝週將於10月7日至15日以線上形式舉行。
11月30日，Kai推出了第二張個人迷你專輯《Peaches》，專輯在台灣、香港、日本、印度、波蘭、巴西、土耳其、沙烏地阿拉伯、俄羅斯、柬埔寨、智利、埃及、希臘、泰國等58個國家與地區的iTunes專輯榜都拿下了冠軍。Kai亦於當天舉行線上記者會，由Sehun擔任主持人。Kai認為《Peaches》的亮點是歌曲、舞蹈、概念都最大限度地展現了桃子的形象，而他想展現甜蜜、親切、可愛的一面，努力表現得很浪漫、甜蜜。
2022年1月6日，Kai成為“YSL Beauty”品牌繆斯。為品牌拍攝的畫報將透過三月刊的《Marie Claire》公開。8日，Kai的獨創節目《Kai's Bucket List》於Abema TV開播。Kai將在節目中與好友一起度過4天3夜的旅程。
1月21日，美國知名流行文化雜誌《滾石雜誌》公開了「當代25名最有格調音樂人」名單，而Kai為名單上的第24名。《滾石雜誌》描述Kai的風格為從貴族預科生到龐克等各種風格，像混和音樂曲風那般輕巧地融入時尚影響力。此外亦提到他在 EXO《Obsession》MV 中所穿的短版上衣，以及《Peaches》MV 中揉合現代與傳統、陽剛與陰柔，卻絲毫不顯突兀的穿搭。
1月26日，Kai被選為「Charmzone Mask」的新代言人。企業相關人士表示：「被全世界設計師認可的Wanna Be時尚偶像歌手Kai是能夠展現Charmzone高級口罩產品的年輕時尚形象，所以選Kai作為模特。」Kai為Charmzone口罩拍攝的新廣告和視頻將從今年2月通過Charmzone官方網站和各種SNS頻道依次公開。
2月5日，韓國媒體報導Kai被選為“BlackYak Climbing Crew”品牌模特，並公開了Kai為品牌拍攝的畫報。

### 2023年至2024年：《Rover》、入伍
2023年3月13日，Kai攜個人第三張迷你專輯《Rover》回歸，其後於音樂節目獲得首次一位。
5月3日，所屬經紀公司SM娛樂宣佈Kai將於5月11日入伍，完成訓練後會以社會服務要員身份服役。5月9日，Kai舉行了免費粉絲見面會Kai's [aKAIve]。
6月9日，SM娛樂公佈Kai所屬團體EXO將於7月10日推出的第七張正規專輯《EXIST》，Kai亦參與了錄音和MV拍攝。

### 2025年：退伍、《Wait On Me》
2025年2月10日退伍。4月21日，发行第四张迷你专辑《Wait On Me》，并于5月17日-18日的首尔站开始首次个人巡回演唱会《KAION》

## 個人生活
十歲的Kai在看過芭蕾舞劇《胡桃钳》之後夢想做一位芭蕾舞演員。9年後，作為具有“最強舞者”稱號的EXO成員Kai站在舞台上。2014年5月韓國某時尚雜誌中，有幸讓21歲的Kai再次回到小時候，配合著古典音樂，按照他的風格舞動身體，他是跳舞的芭蕾舞演員。
因為學了芭蕾，Kai好像會比其他人更快的理解舞蹈而且感覺會更容易抓到。把芭蕾與爵士樂結合到一起，以這個為基礎可以使舞蹈穩定。看了電影《Billy Elliot》之後，Kai再次有了要跳芭蕾的想法，也想要像找到夢想幸福的Billy一樣，為了自己想要做的，想要實現的夢想努力的他。
2016年4月1日與韓國女子團體f(x)成員Krystal公開戀情，但兩人在公開1年2個月之後便分手，於2017年6月1日分手。
2019年1月1日，他與BLACKPINK成員Jennie傳出戀情。隨後，所屬社相關人員表示「兩人確實互有好感」。2019年1月25日，Kai所屬的SM娛樂證實Kai與Jennie已分手，恢復前後輩關係，以事業為重。

## 音樂作品

### 迷你專輯
| 專輯# | 專輯資料                                                                                       | 曲目 |
| 1st   | 《KAI（）》 - 發行日期：2020年11月30日 - 語言：韓語 - 銷量： - 韓國：344,246+ - 中國：101,314+ | 曲目 1. Mmmh 2. Nothing On Me 3. Amnesia 4. Reason 5. Ride Or Die 6. Hello Stranger                          |
| 2nd   | 《Peaches》 - 發行日期：2021年11月30日 - 語言：韓語 - 銷量： - 韓國：265,201+ - 中國：55,641+  | 曲目 1. Peaches 2. Vanilla 3. Domino 4. Come In 5. To Be Honest 6. Blue                                      |
| 3rd   | 《Rover》 - 發行日期：2023年3月13日 - 語言：韓語 - 銷量： - 韓國： - 中國：                    | 曲目 1. Rover 2. Black Mirror 3. Slidin' 4. Bomba 5. Say You Love Me 6. Sinner                               |
| 4th   | 《Wait On Me》 - 發行日期：2025年4月21日 - 語言：韓語 - 銷量： - 韓國： - 中國：               | 曲目 1. Wait on Me 2. Walls Don't Talk 3. Pressure 4. Ridin 5. Off and Away 6. Adult Swim 7. Flight to Paris |

### 單曲
| 年份   | 歌曲名稱        | 專輯名稱                               |
| 2014年 | Deep Breath     | 《Exology Chapter 1: The Lost Planet》 |
| 2017年 | I See You       | 《EXO PLANET #4 - The EℓyXiOn dot》    |
| 2019年 | Confession      | 《EXO PLANET #5 – EXplOration》        |
| 2019年 | Spoiler         | 《EXO PLANET #5 – EXplOration dot》    |
| 2022年 | Peaches Remixes | 《iScreaM Vol.14》                     |

### 客串歌曲
| 年份   | 歌曲名稱   | 專輯名稱 | 歌手 |
| 2014年 | Pretty Boy | 《Ace》  | 泰民 |

### 創作作品
| 年份 | 歌曲名稱   | 專輯名稱                        | 歌手 | 備注 |
| 2019 | Confession | 《EXO PLANET #5 – EXplOration》 | Kai  | 填詞 |

## 影視作品

### 電視劇
| 播出時間                      | 電視臺 | 劇名               | 角色          | 備註       |
| 2012年8月16日                 | SBS    | 《致美麗的你》     | Party表演嘉賓 | 客串       |
| 2017年9月24日 - 2018年1月7日  | KBS1   | 《Andante》        | 李時京        | 共16集     |
| 2018年1月13日 - 2018年2月10日 | WOWOW  | 《春天來了》       | 李知元        | 日本電視劇 |
| 2018年4月2日 - 5月29日        | KBS2   | 《我們遇見的奇蹟》 | Atto          |            |

### 網絡劇
| 年份   | 播放平台              | 劇名              | 角色   | 備註 |
| 2015年 | LINE TV               | 《我的鄰居是EXO》 | Kai    | 客串 |
| 2016年 | YouTube               | 《Choco Bank》    | 金銀行 | 主角 |
| 2016年 | NAVER tvcast、YouTube | 《七次的初吻》    | Kai    | 主角 |

### 固定出演綜藝節目
| 日期                          | 播放平台     | 節目名稱                      |
| 2019年6月21日 - 10月18日      | KBS2         | 《加油吧曼蘇爾》              |
| 2020年12月17日 - 2021年1月5日 | Youtube      | 《Stay BodyLuv》              |
| 2021年1月21日 - 4月16日       | 虎牙直播     | 《SM超級偶像聯賽第十季》      |
| 2021年5月1日 - 7月10日        | tvN、Youtube | 《穿正南的惡魔2》             |
| 2021年5月21日 - 6月11日       | TVING        | 《偶像聽寫大會》              |
| 2021年7月12日 - 9月6日        | tvN          | 《牛島酒店》                  |
| 2021年11月20日 - 12月11日     | Netflix      | 《New World: 虚拟货币争霸战》 |

### 專屬節目
| 播出時間              | 電視臺   | 節目名稱              |
| 2022年1月8日 - 2月5日 | Abema TV | 《Kai's Bucket List》 |

### 音樂錄影帶
| 日期           | 歌曲名稱          | 歌手            | 合作藝人                  | 備注             |
| 2008年12月1日  | 《Ha Ha Ha Song》 | 東方神起        | Suho、Chanyeol            |                  |
| 2012年4月30日  | 《Twinkle》       | 少女時代-太蒂徐 | Baekhyun、Chanyeol、Sehun |                  |
| 2014年10月31日 | 《夏天裏》        | DEUX            |                           | 《EXO 90：2014》 |
| 2020年11月30日 | 《Mmmh》          | Kai             |                           | 《KAI（開）》    |
| 2021年11月30日 | 《Peaches》       | Kai             |                           | 《Peaches》      |

## 演唱會
- 個人演唱會 《Beyond LIVE - KAI : KLoor》[42]

| 日期           | 舉行地點   |
| 2021年12月12日 | 線上演唱會 |

- 個人日本巡迴演唱會《KAI Japan Special Live 2023》

| 日期    | 舉辦城市 | 舉行地點           | 備註                |
| 1月28日 | 名古屋   | 名古屋国际会议场   |                     |
| 1月29日 | 大阪     | 歐力士劇場         |                     |
| 1月31日 | 橫濱     | 横滨国际平和会议场 | 日本標準時間下午3點 |
| 1月31日 | 橫濱     | 横滨国际平和会议场 | 日本標準時間下午7點 |

- 參與演唱會

| 日期         | 演唱會名稱                                | 舉行地點   |
| 2021年1月1日 | SMTOWN LIVE "Culture Humanity"            | 線上演唱會 |
| 2022年1月1日 | SMTOWN LIVE 2022 : SMCU EXPRESS @ KWANGYA | 線上演唱會 |

## 獎項與榮譽

### 大型頒獎禮獎項
| 年份   | 頒獎典禮               | 獎項                             | 作品                           | 結果 |
| 2018年 | Annual Soompi Awards   | Best Idol Actor                  | 《Andante》                    | 提名 |
| 2018年 | Starhub Night Of Stars | Favourite Korean Drama Character | 《Andante》                    | 獲獎 |
| 2018年 | 2018 KBS演技大獎       | 男子新人獎                       | 《我們遇見的奇蹟》             | 提名 |
| 2021年 | 第35屆金唱片獎         | 專輯部門－本賞                   | 《KAI（開）》                  | 提名 |
| 2021年 | 第35屆金唱片獎         | 專輯部門－大賞                   | 《KAI（開）》                  | 提名 |
| 2021年 | 亞洲流行音樂大獎       | 最佳男歌手 - 海外                | 《KAI（開）》                  | 獲獎 |
| 2021年 | 亞洲流行音樂大獎       | 最佳舞蹈表演 - 海外              | 《Mmmh》                       | 提名 |
| 2021年 | 亞洲流行音樂大獎       | 大衆選擇獎 - 海外                | 《Mmmh》                       | 獲獎 |
| 2022年 | 第1屆青龍系列大獎      | 綜藝部門-新人男子賞              | 《New World ：虛擬貨幣爭霸戰》 | 獲獎 |

### 个人荣誉
| 年份   | 獲獎項目 |
| 2013年 | - YAHOO KIDS - 最受韩国小学生欢迎的idol - 2013 The Best Rookie Visual - 最佳视觉新人 - kpopstarz - 上半年最佳KPOP艺人（第六位） - Arirang Pops Award - 最佳舞者的男idol |
| 2014年 | - Super Idol Chart Show - 最强视觉效果top10（第十位） - Super Idol Chart Show - 最强Body男偶像（第八位） - Super Idol Chart Show - 最强舞王top10（第三位） - Super Idol Chart Show - 遇到真我吧 形象反转idol（第八位） - Super Idol Chart Show - 遇到真我吧 自我管理彻底idol（第六位） - daum cafe女性时代投票 - 男爱豆中的sexy face top5（第二位） |
| 2016年 | - TC Candler全球100張最帥面孔 第44位 |
| 2017年 | - TC Candler全球100張最帥面孔 第38位 |
| 2018年 | - TC Candler全球100張最帥面孔 第51名 |
| 2019年 | - TC Candler亞太區100張最帥面孔 第57名 - TC Candler 全球100張最帥面孔 第63名 |
| 2020年 | - TC Candler全球100張最帥面孔 第32位 |
| 2021年 | - TC Candler全球100張最帥面孔 第48位 |
| 2022年 | - TC Candler全球100張最帥面孔 第97位 |

### 主要音樂節目榜單排名
| 主打歌曲成績                                    | 主打歌曲成績 | 主打歌曲成績          | 主打歌曲成績        | 主打歌曲成績           | 主打歌曲成績     | 主打歌曲成績         | 主打歌曲成績                | 主打歌曲成績 | 主打歌曲成績 |
| 專輯                                            | 歌曲         | Mnet 《M! Countdown》 | KBS2 《Music Bank》 | MBC 《Show! 音樂中心》 | SBS 《人氣歌謠》 | SBS MTV 《THE SHOW》 | MBC MUSIC 《Show Champion》 | 歌曲獲冠次數 | 備註         |
| 2020年                                          | 2020年       | 2020年                | 2020年              | 2020年                 | 2020年           | 2020年               | 2020年                      | 2020年       | 2020年       |
| ----------------------------------------------- | ------------ | --------------------- | ------------------- | ---------------------- | ---------------- | -------------------- | --------------------------- | ------------ | ------------ |
| KAI（）                                         | Mmmh         | 6                     | 4                   | 6                      | 7                | /                    | /                           | 0            |              |
| 2021年                                          |              |                       |                     |                        |                  |                      |                             |              |              |
| Peaches                                         | Peaches      | /                     | 5                   | 4                      | 11               | /                    | 3                           | 0            |              |
| 2023年                                          |              |                       |                     |                        |                  |                      |                             |              |              |
| Rover                                           | Rover        | 4                     | 1                   | 1                      | 13               | /                    | 3                           | 2            |              |
| 2025年                                          |              |                       |                     |                        |                  |                      |                             |              |              |
| Wait On Me                                      | Adult Swim   | 11                    | /                   | 25                     | /                | /                    | /                           | 0            |              |
| Wait On Me                                      | Wait On Me   | 4                     | 2                   | 8                      | 24               | /                    | 4                           | 0            |              |
| \| - 「/」表示未有相關資料 - 「*」表示打榜中 \| |              |                       |                     |                        |                  |                      |                             |              |              |
| - 「/」表示未有相關資料 - 「*」表示打榜中       |              |                       |                     |                        |                  |                      |                             |              |              |

| 各台冠軍歌曲獎座統計 | 各台冠軍歌曲獎座統計 | 各台冠軍歌曲獎座統計 | 各台冠軍歌曲獎座統計 | 各台冠軍歌曲獎座統計 | 各台冠軍歌曲獎座統計 |
| Mnet                 | KBS                  | MBC                  | SBS                  | SBS MTV              | MBC MUSIC            |
| -------------------- | -------------------- | -------------------- | -------------------- | -------------------- | -------------------- |
| 0                    | 1                    | 1                    | 0                    | 0                    | 0                    |
| 一位總數：2          |                      |                      |                      |                      |                      |

## 外部連結
- Kai的Instagram帳戶
- EXO-K的新浪微博
- EXO-K的Facebook專頁
- YouTube上的EXO-K頻道